# Jogo de estratégia abstrato

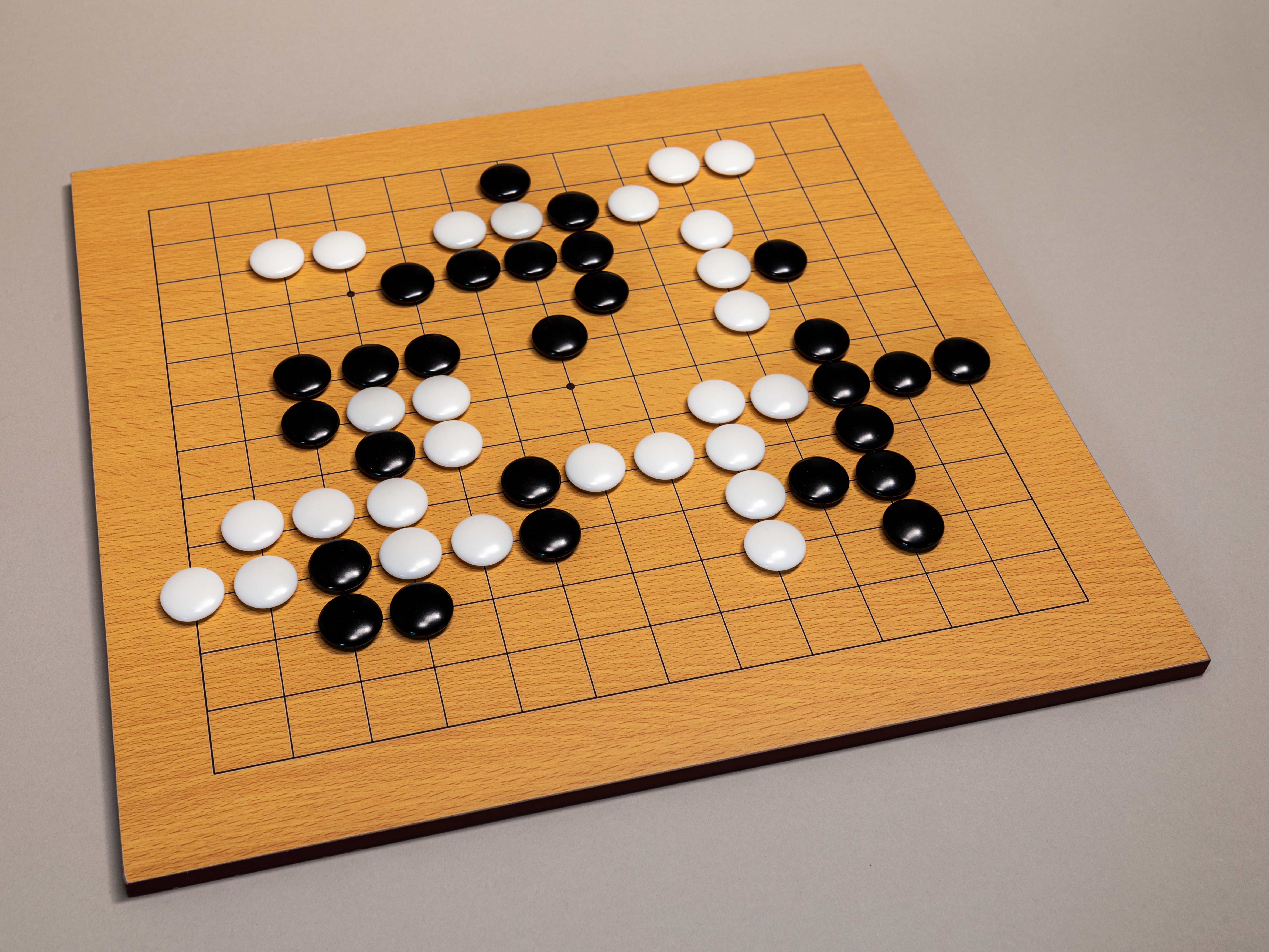
O Go é um exemplo de jogo de estratégia abstrato

Um jogo de estratégia abstrata é um jogo de estratégia com o objetivo de minimizar a sorte, e sem um tema. Quase todos os jogos de estratégia abstrata estão de acordo com a definição mais estrita: Um jogo de tabuleiro ou cartas, em que não há informações ocultas, não há elementos não-determinísticos (tais como cartas embaralhadas ou rolagem de dados), em que (geralmente) dois jogadores ou equipes tomar um número finito turnos alternados.
Muitos dos jogos do mundo, incluindo clássicos de tabuleiro como damas, xadrez, go e a maioria das variantes de mancala, se encaixam nesta categoria. O jogo é dito às vezes, se assemelhar a uma série de quebra-cabeças que os jogadores propõem uns para os outros. Como J. Mark Thompson, escreveu em seu artigo "Definindo o Abstrato": "Há uma relação íntima entre esses jogos e quebra-cabeças: cada posição do tabuleiro apresenta ao jogador o quebra-cabeça. Qual é a melhor jogada?, o que em teoria poderia ser resolvido pela lógica sozinho. Um bom jogo abstrato, portanto, pode ser pensado como uma "família" de quebra-cabeças lógicos potencialmente interessantes, e o jogo consiste em cada jogador apresentando um quebra-cabeça para o outro. Bons jogadores são os que acham os enigmas mais difíceis para apresentar aos seus oponentes ".

## O que é considerado como um jogo de estratégia abstrato
A definição mais estrita de um jogo de estratégia abstrato requer que ele não pode ter elementos aleatórios ou informações ocultas. Na prática, porém, muitos jogos que não cumpram estes critérios são comumente classificados como jogos de estratégia abstrato. Jogos como continuo, octiles, non stop, sequence, e mentalis poderiam ser considerado jogos de estratégia abstrata, apesar de ter os elementos sorte ou blefe. Uma pequena categoria de jogos de estratégia abstrato não-perfeitos conseguem incorporar informações ocultas sem o uso de quaisquer elementos aleatórios. O exemplo mais conhecido é o Combate. A definição pragmática parece ser que se um jogo é estratégico e abstrato (ao contrário de ser uma simulação), a "estratégia abstrata" deve ser aplicável.[carece de fontes?]
Tradicionais jogos de estratégia abstratos são muitas vezes tratados como uma categoria separada de jogos, portanto, o termo jogos abstratos é freqüentemente usado para as competições que excluem jogos tradicionais e pode ser pensado como referindo-se a jogos de estratégia abstrato modernos. Dois exemplos disso foram o IAGO World Tour (2007-2010) e o Abstract Games World Championship realizado anualmente desde 2008 como parte da Olimpiada de Esportes Mentais.
Em alguns jogos de estratégia abstratos, existem várias posições iniciais das quais são sugeridas que essas sejam determinadas de forma aleatória: pelo menos, em todos os jogos de estratégia abstratos convencionais o jogador inicial deve ser escolhido por alguns meios extrínsecos ao jogo. Alguns jogos, como Arimaa e DVONN, os jogadores constroem a posição inicial em uma fase separada do inicio, que se conforma estritamente aos princípios do jogo de estratégia abstrato. No entanto, a maioria das pessoas consideraria que, apesar de uma partida ser jogada de uma posição inicial diferente, o jogo em si ainda não tem nenhum elemento de sorte. Na verdade, Bobby Fischer incentivou randomizar a posição inicial de um jogo de xadrez, a fim de aumentar a dependência do jogo sobre o pensamento no tabuleiro.